# 皇上保重
《皇上保重》（英語：Take Care, Your Highness!）是香港電視廣播有限公司所拍摄的清裝電視劇，全劇共20集。監製邱家雄，由劉德華、劉嘉玲、劉青雲、邵美琪主演。主要讲述清宮裡權力鬥爭的黑幕、民間義士的一腔热血及令人怅惘踌躇的愛情故事。

## 故事大綱
寶親王 (劉德華飾) 天資過人，唯生性不羈，令其皇父雍正 (劉兆銘飾) 甚為憂心，未知寶親王日後能否繼承大統，發揚滿清基業。雍正為了替寶親王日後登基鋪路，設計拆散寶親王與漢人女子孫褔如 (劉嘉玲飾) 的戀情，並封福如為公主，成為寶親王之皇妹，然後封八旗中最具勢力之李榮保女兒為太子妃。寶親王和福如的好事雖被破壞，二人仍暗中往還。
不久，雍正遇刺駕崩，寶親王繼位，是為乾隆。因乾隆不諳治國之道，加上苗疆叛亂頻仍，遂不顧一切，釋放當年與雍正爭位失敗之十四皇叔允禵 (秦沛飾) 。允禵重掌要職，助乾隆治理國事，井井有條，不禁野心再起，意欲奪取江山，遂到處散播謠言，引乾隆離京追查自己身世，伺機奪位。乾隆微服南下，結識了反清秘密會社忠義堂會員周日清 (夏雨飾) 、蛋家妹和趙南星 (劉青雲飾) 等人，成為好友。經過一番明查暗訪，乾隆終證實自己乃真正旗人，知道允禵圖謀不軌。乾隆身份被揭，忠義堂反清義士與他反目成仇，究竟乾隆最終能否扭轉局勢解決宮廷內外的危機？他與福如的感情，又能否開花結果？

## 演員表
- 劉德華 飾 乾隆帝 (寶親王)
- 潘宏彬 飾 五皇子 (和親王)
- 劉嘉玲 飾 孫福如
- 秦沛 飾 允禵
- 邵美琪 飾 香香公主
- 夏雨 飾 周日清
- 劉青雲 飾 趙南星
- 劉兆銘 飾 雍正帝
- 陳中堅 飾 陳秀倌
- 李國麟 飾 傅恒
- 楊澤霖 飾 李榮保
- 駱應鈞 飾 鄂爾泰
- 羅國維
- 夏萍 飾 熹 妃
- 梁潔芳 飾 裕妃
- 孫貴卿
- 曹濟
- 羅蘭 飾 嬷嬷
- 佩雲
- 張文光
- 何禮男
- 吳博君
- 林文偉
- 林采蓮
- 吳業光
- 陳安瑩 飾 金蓮
- 曾慧雲 飾 富察蘭/皇后
- 虞天偉
- 霍潔貞
- 麥皓為
- 陸應康
- 談泉慶
- 黎壁光
- 劉國誠 飾 呼嚕克圖
- 霍家禮
- 陳紹華
- 郭　鋒 飾 王千斤
- 蘇杏璇 飾 千斤嫂
- 何廣倫
- 梁少狄 飾 林強
- 李雲光
- 陳惠瑜
- 薛彩霞 飾 蛋家妹
- 胡美儀
- 鄧汝超
- 李國平
- 徐威信
- 鮑偉亮
- 梁鴻華
- 黃思恩
- 鄭少萍
- 伍元勳
- 羅振彪
- 吳華山
- 譚一清
- 孫季卿
- 馬慧玲
- 黃一飛
- 梁志芳
- 鄧汝超
- 古寶麗
- 麥子雲
- 馬慶生
- 劉妙清
- 何貴林 飾 王總管
- 張志強
- 陳步雲
- 袁培義
- 廖靜嫻
- 劉文俊
- 葉天行 飾 陳統領
- 蘇漢生
- 吳秋娟
- 何璧堅
- 鄭鴻偉
- 李海生
- 陳耀強